# Быков, Павел Владимирович
Павел Владимирович Быков (род. 4 февраля 1977, Подольск, Московская область, РСФСР, СССР) — российский оперный и эстрадный певец (баритон), заслуженный артист Московской области. Лауреат международных и всероссийских конкурсов, писатель
, поэт, филолог, режиссёр.

## Биография
Родился в Глазове — городе на севере Удмуртии — в семье инженеров Владимира Георгиевича и Ирины Валерьевны Быковых, выпускников МВТУ им. Н. Э. Баумана (однако местом рождения, зарегистрированным в документах, стал Подольск, куда родители были распределены после учёбы). После развода мать снова вышла замуж за музыканта и поэта Валерия Михайловича Баклаженко, от которого Павел перенял любовь и уважение к искусству.
Пением Павел Быков занимался с детства: сначала исполняя для друзей песни под гитару, а затем — в составе церковного хора, где ему и посоветовали всерьёз задуматься о вокальной карьере.
Не имея начального музыкального образования, исключительно за счёт природных данных и упорства, в 1999 году Павел Быков поступил в Академическое музыкальное училище при Московской государственной консерватории им. П. И. Чайковского на вокальный факультет (класс народного артиста России И. Н. Воронова). Параллельно, в это же время, учился ещё в двух вузах — в Литературном институте им. А. М. Горького на семинаре прозы под руководством С. Н. Есина (окончил в 2003 г.) и в Московском государственном открытом педагогическом университете им. М. А. Шолохова на филологическом факультете (окончил также в 2003 г.).
Музыкальное образование Павел Быков продолжил в классе народной артистки СССР Зары Долухановой в Российской академии музыки им. Гнесиных (2002–2007 гг.). С 2008 по 2010 г. стажировался в Оперной студии Университета Дюкейн (Duquesne University) в классе профессора Генко Гешева в Питтсбурге, США.
В разные годы он служил солистом в театре Б. А. Покровского, в «Геликон-опере», в Московской государственной академической филармонии, в театре «На Басманной», в Фонде Ирины Архиповой, в составе Концертного ансамбля Воздушно-космических сил РФ особого назначения— одного из ведущих творческих коллективов Российской армии. Сотрудничал с различными оркестрами, ансамблями и театрами, гастролировал по России и за рубежом.
Работал с такими дирижёрами, как Сергей Скрипка, Владимир Понькин, Константин Чудовский, Эрки Пехк, Сергей Кондрашев, Николетта Конти и др. Сотрудничает с современными композиторами: Ираидой Юсуповой, Эли Тамаром, Сергеем Чечётко, Александром Мозалевским, Елизаветой Ткачёвой, Ефремом Подгайцем и др.
В 2018 году на Российско-Кипрском театральном фестивале (режиссёр В. Бархатов, дирижёр Я. Хаджилоизу) Павел Быков исполнил главную роль помещика Смирнова в постановке оперы У. Уолтона «Медведь». Партию Елены Поповой исполнила известная российская оперная певица Дарья Давыдова, с которой Павел и по сей день продолжает сотрудничество в различных творческих проектах.

Исполнитель уникальных концертных программ: «Два Юрия» (памяти Юрия Гагарина и Юрия Гуляева), «12 персидских песен» Антона Рубинштейна, программы песен Владимира Высоцкого в сопровождении органа (совместно с Никитой Высоцким и Евгенией Кривицкой). С 2015 года сотрудничает с Верой Таривердиевой и Фондом Микаэла Таривердиева и является единственным исполнителем всех монологов М. Таривердиева в концертной программе «Свисаю с вагонной площадки».
Во время пандемии Павел профессионально освоил гитару: сначала эстрадную, затем классическую. Сейчас активно выступает с сольными концертами, самостоятельно аккомпанируя себе на гитаре, исполняя собственные оригинальные аранжировки различных музыкальных композиций.
В дни празднования 75-летия Победы в Великой Отечественной войне, во время пандемии, Павел в качестве артиста фронтовых бригад выступил более чем на 50 концертах, а за один день 9 мая исполнил главную песню праздника «День Победы» 25 раз.
8 мая 2025 года принял участие в акции партии «Справедливая Россия — За правду» и вместе с её лидером Сергеем Мироновым исполнил песню «День Победы» под окнами немецкого посольства. А 20 июня 2025 выступил в посольстве КНДР на концерте, посвящённом годовщине подписания договора о всеобъемлющем стратегическом партнёрстве между РФ и КНДР.
В настоящее время является ведущим артистом-вокалистом (солистом) «Москонцерта» и Подольской филармонии. Регулярно принимает участие в благотворительных проектах, участвует в концертах для военнослужащих России на различных мероприятиях и акциях Министерства обороны РФ, в том числе за рубежом. Многократно выступал на военной базе Хмеймим в Сирии, за что награждён медалью «За участие в военной операции в Сирии» Министром обороны России С. К. Шойгу и благодарственными письмами. В 2021 году Павел принял участие в концертах для российских миротворцев в Нагорном Карабахе.
Музыкант стал инициатором возрождения «Музыкальных сезонов» в усадьбе Надежды фон Мекк в Плещеево.

## Литературное творчество
Автор многочисленных рассказов, стихотворений и эссе. Творит в рамках метафизического реализма.
В 2003 году вышел дебютный роман Павла Быкова «Бокс», высоко оценённый литературной общественностью и критиками, в том числе Е. А. Поповым, С. Н. Есиным, М. И. Лаврентьевым, Л. И. Скворцовым, П. А. Лукьяновым.

## Режиссёрская деятельность
В 2011—2015 гг. проходил обучение вольным слушателем во ВГИК им. С. А. Герасимова в мастерской С. А. Соловьёва, под чьим руководством снял короткометражный фильм «Москва — Россия». В эти же годы подготовил документальный фильм о своём вокальном педагоге — народной артистке РСФСР, участнице Великой Отечественной войны Е. В. Алтуховой. А также является режиссёром многочисленных концертных программ.

## Конкурсные дипломы и награды
- Лауреат международного конкурса вокалистов в Греции, г. Родос (2005)[8];
- Лауреат Всероссийского конкурса Валентины Левко (2007)[8];
- Лауреат Всероссийского конкурса «Фестос» (2006);
- Гран-при конкурса «Победа остаётся молодой» (2017 и 2019);
- Лауреат конкурса армейской песни «За веру! За отчизну! За любовь» (2017);
- Также лауреат и дипломант многочисленных конкурсов и фестивалей: «Музыка души», «Музыкальная осень в Тушино», «Любим тебя, Россия», «Созвучие», «Симфония лета», «Рождественский фестиваль искусств», «Зимний путь», «Поющее Подмосковье», «Слобожанская фантазия» и др.

## Медали
- Медаль министерства обороны РФ — «Участнику военной операции в Сирии»;
- Медаль «75 лет Великой Победы» — «за сохранение памяти о подвиге советского народа»;
- Медаль Министерства обороны РФ «За вклад в развитие армейских международных игр» и др.

## Почётные грамоты и благодарности
- Почётная грамота Президента Российской Федерации (10 марта 2025 года) — за заслуги в области культуры и искусства, многолетнюю плодотворную деятельность[21];
- Благодарность Министра культуры РФ;
- Благодарность Департамента культуры Министерства Обороны РФ;
- Благодарности командующих группировкой войск ВС РФ в Сирийской Арабской Республике;
- Почётная грамота Московской областной думы;
- Благодарность Председателя Следственного комитета России А. И. Бастрыкина;
- Благодарность Департамента культуры г. Москвы;
- Благодарность Главы городского округа Подольска;
- Благодарность Постоянного представительства Главы Удмуртской республики при Президенте Российской Федерации;
- Благодарность начальника Управления Алтайского края по культуре и архивному делу;
- Благодарность Городской общественной организации инвалидов г. Пущино;
- Благодарность Музея Победы г. Москвы;
- Благодарность Центрального военного госпиталя им. А. А. Вишневского;
- Диплом Лучшего работника культуры городского округа Подольска;
- Благодарность Центра боевой подготовки и боевого применения ВКС;
- Благодарственная грамота от начальника Главного управления Генерального штаба Вооружённых Сил Российской Федерации И. О. Костюкова;
- Благодарственные грамоты театра «Геликон-опера» и иные многочисленные поощрения.

## Творческие союзы и объединения
- Союз писателей России — с 2002 года[4];
- Международный союз музыкальных деятелей — с 2008 года[4];
- Региональная общественная организация «Музыкальное общество Московской области» — с 2011 года;
- Московская международная ассоциация гитарного искусства — с 2021 года.